# ليملو (قشلاق الجنوبي)
لیملو (بالفارسية: لیملو) هي منطقة سكنية تقع في إيران في قسم قشلاق الجنوبي الريفي. يقدر عدد سكانها بـ 125 نسمة .